# Oslnovice

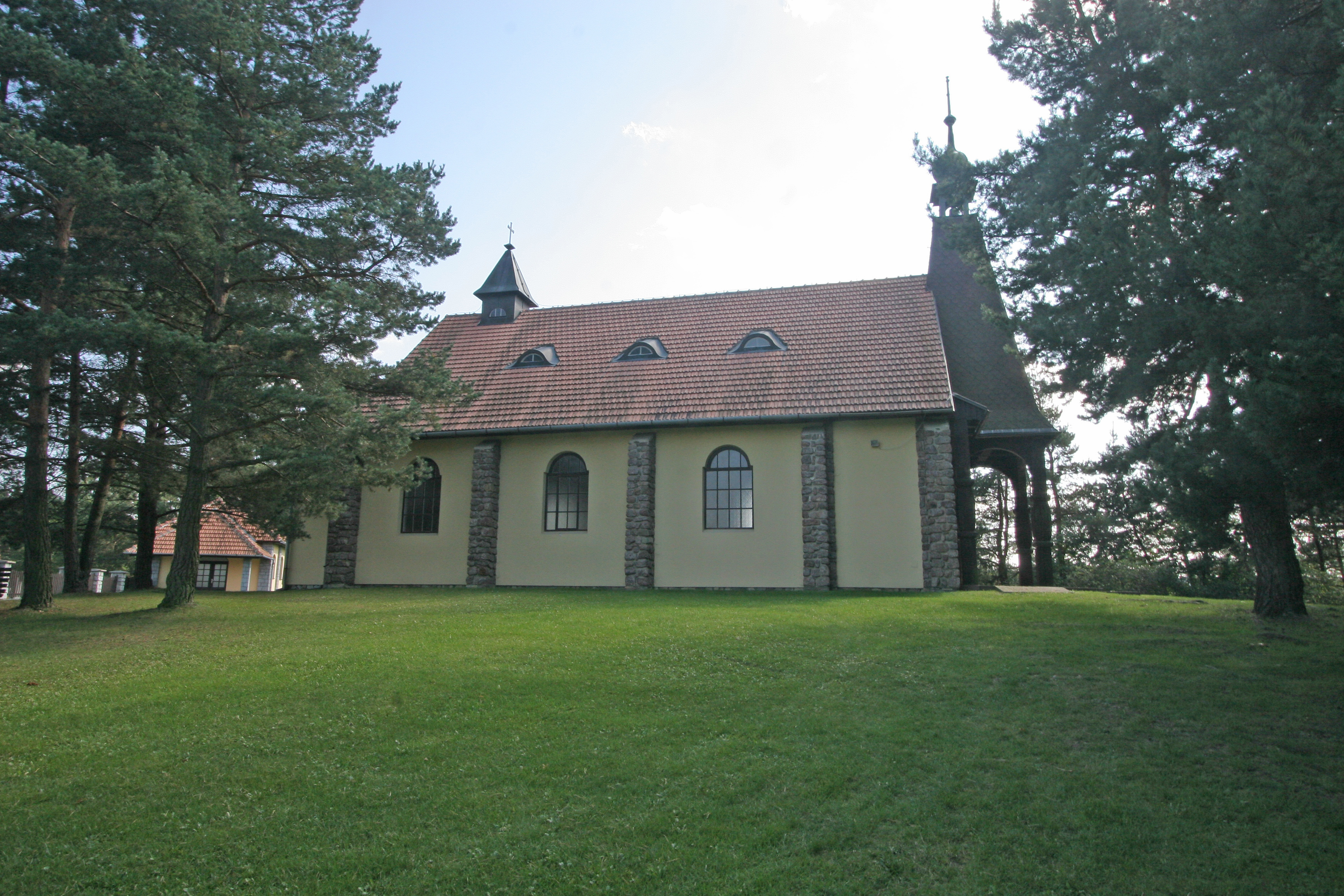
Kapelle Herz Jesu

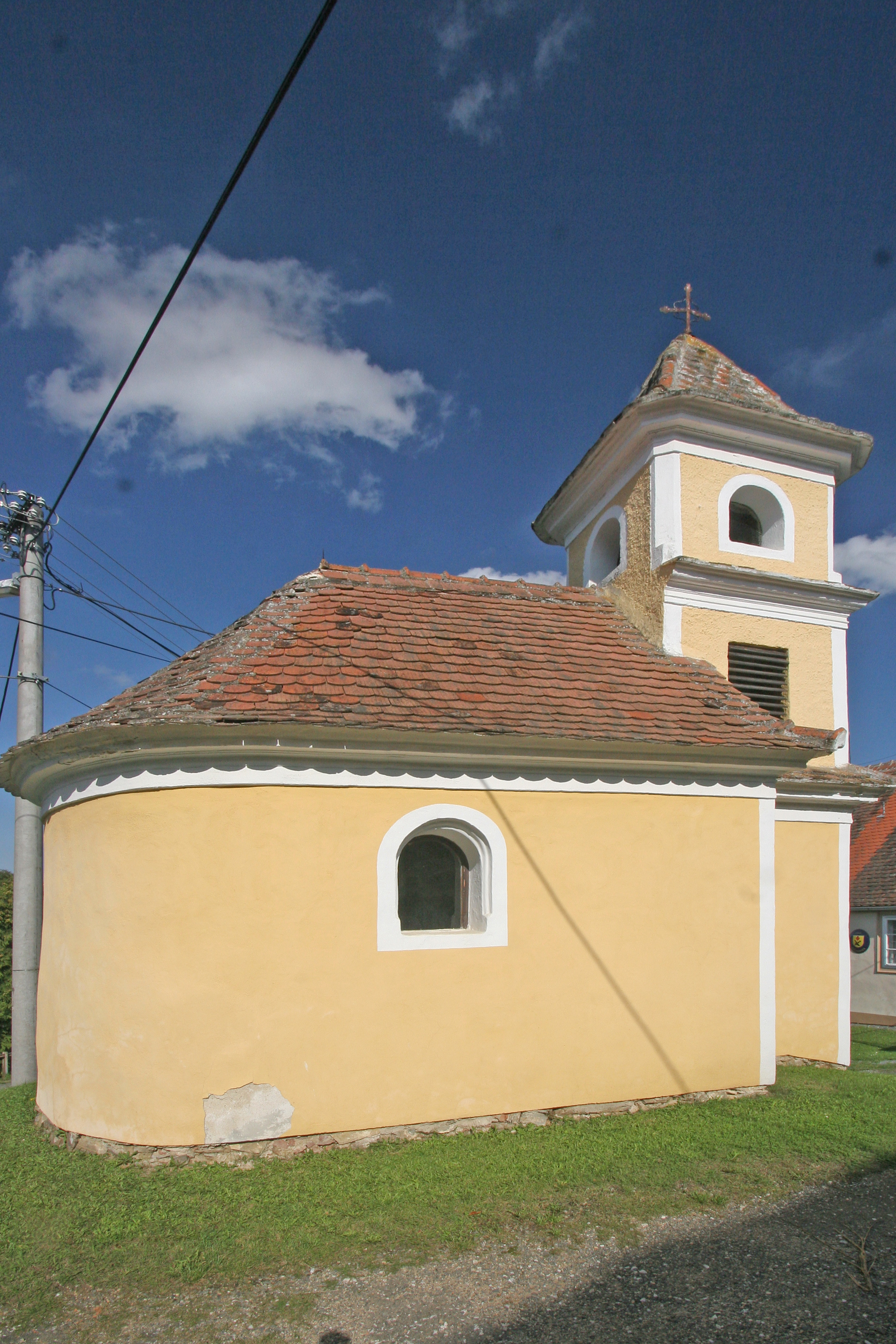
Kapelle der Jungfrau Maria auf dem Dorfplatz

Oslnovice (deutsch Höslowitz) ist eine Gemeinde in Tschechien. Sie liegt 16 Kilometer südwestlich von Moravské Budějovice und gehört zum Okres Znojmo.

## Geographie
Oslnovice befindet sich linksseitig über dem mit dem Stausee Vranov gefluteten Thayatal in der Bítovská pahorkatina (Vöttauer Hügelland). Das Dorf liegt auf einer Hochfläche in der Quellmulde eines namenlosen Baches, anderthalb Kilometer nordöstlich mündet die Želetavka in die Thaya. Nordöstlich erhebt sich der Sedlisko (455 m n.m.), im Osten die Hradiště (408 m n.m.) und der Cornštejn (446 m n.m.), südöstlich der Na Bítovských (456 m n.m.) und die Vrátná (422 m n.m.), im Südwesten der Na Horkách (468 m n.m.) sowie nordwestlich die Kopka (486 m n.m.). Gegen Nordosten liegt die Burg Bítov, östlich die Burgruine Cornštejn.
Nachbarorte sind Kdousov und Vysočany im Norden, Horka im Nordosten, Chmelnice und Bítov im Osten, Malé Loučky, Farářka, Lančov, Jazovice und Starý Petřín im Südosten, Penkýřky und Podhradí nad Dyjí im Süden, Dvůr Mitrov und Uherčice im Südwesten, Korolupy und Lubnice im Westen sowie Bačkovice, Police, Kopka und Kostníky im Nordwesten.

## Geschichte
Die erste urkundliche Erwähnung von Vsnowitz erfolgte 1228 in einem Privileg des Königs Ottokar I. Přemysl für das Kloster Velehrad. Nachdem der mährische Landeshauptmann Raimund von Lichtenburg in der ersten Hälfte des 14. Jahrhunderts die Burg Zornstein errichten ließ, gelangte das Dorf zu dem Zornsteiner Gütern. Hynek Bitovský von Lichtenburg, der seit 1460 Besitzer der Herrschaft Zornstein war, rebellierte im Jahre 1463 gegen König Georg von Podiebrad. Der König entzog Hynek Bítovský die Burg Zornstein und ließ sie 1464 durch seine Truppen belagern, die sie im Jahr darauf einnehmen konnten. Sie wurde zusammen mit den dazugehörigen Besitzungen konfisziert und als Lehen dem Heinrich Kraiger von Kraigk übertragen. Der Überlieferung nach soll Oslnovice danach bis zum Wiederaufbau der Burg der Amtssitz der Herrschaft gewesen sein; vermutlich diente das Gehöft Nr. 10, dessen Gemäuer noch im 19. Jahrhundert Spuren einstiger Herrlichkeit aufwies, als Amtshaus. Zum Ende des 15. Jahrhunderts wurde Oslnovice der Burg Vöttau untertänig; als König Ladislaus Jagiello 1498 die Burg Vöttau aus dem Lehn entließ und sie erblich dem Burian Bítovský von Lichtenburg übertrug, wurde das Dorf als Zubehör aufgeführt. Im Jahre 1572 wurde die Gemeinde von der Anfallsverpflichtung befreit. Nach Aussterben des Vöttauer Familienzweiges der Lichtenburger (Bítovský z Lichtenburka) fiel die Herrschaft 1572 Burians Tochter Ludmilla zu, die sie 1576 Wolf Strein von Schwarzenau-Hartenstein übereignete. Im Jahre 1612 verkaufte dieser die Herrschaft an Friedrich Jankowsky von Wlaschim (Bedřich Jankovský z Vlašimě). 1736 erbten die Grafen von Daun den Besitz.
Im Jahre 1834 bestand das Dorf Heslowitz bzw. Woslnowice oder Wosnowice, früher Hosnowice genannt, aus 23 Häusern mit 138 Einwohnern. Abseits lag ein obrigkeitliches Jägerhaus. Pfarr-, Schul- und Amtsort war Vöttau. Bis zur Mitte des 19. Jahrhunderts blieb Heslowitz der Allodialherrschaft Vöttau untertänig.
Nach der Aufhebung der Patrimonialherrschaften bildete Hößlowitz / Oslnovice ab 1849 eine Gemeinde im Gerichtsbezirk Frain. 1868 wurde das Dorf Teil des Bezirkes Znaim. Zum Ende des 19. Jahrhunderts wurden alternativ Osnovice und Oslnovice als tschechischer Ortsname verwendet. Nach dem Ersten Weltkrieg zerfiel der Vielvölkerstaat Österreich-Ungarn, Höslowitz wurde 1918 Teil der neu gebildeten Tschechoslowakischen Republik. Der tschechische Ortsname wurde 1924 mit Oslnovice festgelegt.
Im Jahre 1930 begann der Bau der Talsperre Frain; bis 1933 wurde das Dorf Vöttau aus dem Želetavkatal auf den Rücken östlich der Horka umgesiedelt. Mit der Fertigstellung der Talsperre wurde 1934 das Thayatal sowie das alte Dorf Vöttau überflutet. Mitte der 1930er Jahre wurden entlang des Stausees leichte Bunkerlinien des Tschechoslowakischen Walls errichtet. Nach dem Münchner Abkommen lag das Dorf ab 1938 an der Grenze zum Deutschen Reich. Zu dieser Zeit war Höslowitz größtenteils von Tschechen bewohnt, im Ort lebte eine deutsche Familie. 1976 wurde Oslnovice nach Bítov eingemeindet. Seit 1990 besteht die Gemeinde wieder. Heute ist ein Erholungsort mit mehreren Feriensiedlungen am Stausee. Im Ort gibt es ein Kulturhaus.

## Gemeindegliederung
Für die Gemeinde Oslnovice sind keine Ortsteile ausgewiesen. Grundsiedlungseinheiten sind Oslnovice und Oslnovice-chatová oblast. Zu Oslnovice gehören die Feriensiedlungen Chmelnice, Farářka, Penkyřák und Stušice.

## Sehenswürdigkeiten
- Kapelle Herz Jesu, am südöstlichen Ortsrand am Friedhof. Der Secessionsstilbau entstand Ende 1915 nach Plänen von Vladimír Fischer als Kapelle des k.k. Militärkrankenhauses Königsfeld. Die Fresken schuf Jano Köhler. Das seit den 1960er Jahren als Lager für Militärgut zweckentfremdete Kulturdenkmal war Ende der 1960er Jahre wegen des Neubaus der Militärakademie „Antonín Zápotocký“ zum Abriss vorgesehen. Im Jahre 1969 wurde die Kapelle auf Vermittlung des aus Oslnovice stammenden Bohumil Janíček in Brno-Královo Pole abgetragen und nach Oslnovice transportiert. Der Wiederaufbau wurde während der Zeit der Normalisierung staatlicherseits verhindert. Nach der Samtenen Revolution ließ der neu gewählte Bürgermeister Miloš Voříšek die Einwohner über den Wiederaufbau abstimmen. Zwischen 1993 und 1995 wurde die Kapelle in Oslnovice aufgebaut.
- Kapelle der Jungfrau Maria, auf dem Dorfplatz, erbaut um 1820
- Talsperre Vranov
- Nischenkapelle, am westlichen Ortsrand unter einer mächtigen Esche
- Häuser in Volksbauweise